# 갈리아 키살피나

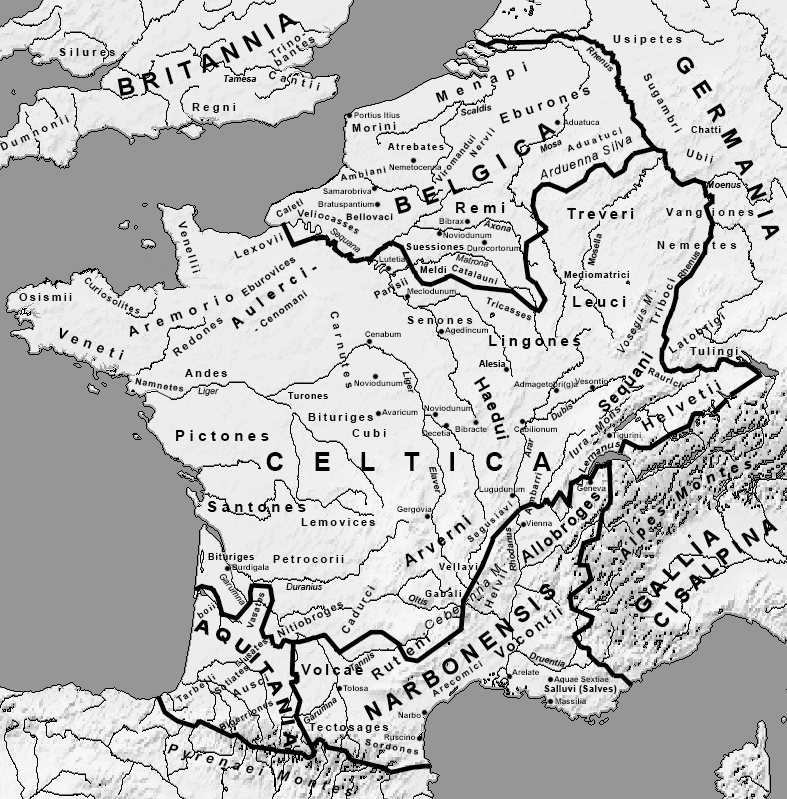
갈리아 키살피나의 위치가 표시된 지도

갈리아 키살피나(라틴어: Gallia Cisalpina, "알프스 이쪽의 갈리아")는 공화정 로마의 속주였다. 현재 이탈리아 북부의 에밀리아와 롬바르디아에 해당하는 지역으로, 프로빈치아 아리미눔(Provincia Ariminum)이라는 이름으로도 불렸다. 속주 수도는 무티나(현재 모데나)로, 기원전 73년 스파르타쿠스의 군대가 속주 총독 가이우스 카시우스 롱기누스를 물리친 곳이다.
갈리아 키살피나는 기원전 43년-42년경 옥타비아누스의 정책에 따라 제2차 삼두정치에 의해 이탈리아에 흡수되었고 이탈리아의 경계는 과거의 루비콘강에서 포강까지 북쪽으로 확대되었다.

## 같이 보기
- 갈리아 나르보넨시스